# 삼총사 (음악 그룹)
삼총사는 대한민국의 트로트 그룹이다. 2017년 싱글 [희로애락 1st]로 데뷔했다.

## 방송
- K트롯 서바이벌 골든마이크 (2019) - Top14
- 내일은 미스터트롯 (2020) - Top101
- 트롯신이 떴다 2 (2020) - Top21(20위)
- 헬로트로트 (2021) - Top30(25위)
- KBS 열린 음악회 1463회 - 2024.1.28

## 음반
- 희로애락 1st (2017)
- 꿩 먹고 알 먹고 (2020)
- 삼세판(Prod. 영탁) (2023)

## 수상
- 제26회 대한민국 문화연예대상 트로트 아이돌 신인상 (2018)
- 제15회 시흥시 전국가요제 대상 (2016)
- 제15회 밀양아리랑가요제 인기상 (2016)
- 제14회 대한민국 트로트 가요제 대상 (2016)